# Lago Abrau
Il lago Abrau (in russo Абрау?) è un lago carsico di acqua dolce, il più grande del territorio di Krasnodar.

## Descrizione
Il lago è situato nell'estremità occidentale della penisola di Abrau, a circa 14 km dalla città portuale sul Mar Nero di Novorossijsk.
È posto ad un'altezza di 84 metri, ha una lunghezza di 2 600 metri, una larghezza di circa 600 e una superficie di 1,6 km². Ha una profondità di 10 metri, circa 25 in meno rispetto all'inizio del XX secolo. Non ha alcun emissario o immissario. Nelle sue acque vivono le acciughe di Abrau, una specie in via d'estinzione.
Intorno al lago è molto sviluppata la coltivazione delle viti: numerose cantine sono poste nel villaggio di Abrau-Dyurso, dove viene prodotto uno spumante.